# Fuoco nella polvere
Fuoco nella polvere (Zeppelins West) è un romanzo fantascientifico dello scrittore statunitense Joe R. Lansdale pubblicato nel 2001. È ambientato in un XIX secolo ucronico, un omaggio alle dime novel e con richiami steampunk.
È il primo romanzo del ciclo di Ned la Foca, seguito nel 2006 da Londra tra le fiamme (Flaming London).

## Trama
(Joe R. Lansdale, Fuoco nella polvere)
Dodici dirigibili attraccano in Giappone, provenienti dagli Stati Uniti. A bordo c'è il famoso circo di Buffalo Bill che vede tra le sue attrazioni di punta Wild Bill Hickok e Annie Oakley, nella storia amanti appassionati, e Toro Seduto. Lo spettacolo itinerante, il Buffalo Bill's Wild West Show, è stato appositamente inviato in Oriente dal presidente degli Stati Uniti, il generale Ulysses S. Grant, allo scopo di avviare contatti diplomatici con il futuro shōgun dell'Impero giapponese, il potente e crudele Sokaku Takeda e avviare alleanze contro il Messico. Buffalo Bill ha tuttavia un problema che lo costringe a servirsi di un robot a vapore, progettato da Frank Reade, poiché la moglie, coltolo in flagrante tradimento con un'attricetta, lo aveva decapitato con un'accetta. La testa di Bill era stata prontamente recuperata e conservata in un vaso pieno di un liquido sperimentale. Grazie all'intervento di Charles Darwin, Samuel Morse, la testa di Bill è ora in grado di sopravvivere anche senza il corpo che viene conservato dagli scienziati in attesa di trovare un metodo per riattaccare le due metà.
Durante la permanenza in Giappone i membri dello spettacolo vengono a sapere che Takeda tiene prigioniero il mostro di Frankenstein e che lo sta lentamente sezionando per procurarsi ingredienti afrodisiaci che lo aiutino a soddisfare le sue forti pulsioni sessuali. Bill e gli altri decidono di salvare il mostro, non solo per spirito umanitario ma anche nella convinzione che dallo studio della fisiologia del mostro si possa trovare la soluzione per riattaccare la testa di Bill al suo corpo. Il Wild West Show riparte verso casa a bordo di undici aeronavi guidate da Manfred von Richthofen mentre l'undicesimo dirigibile rimane nascosto poco lontano. A terra, nel sottofondo di un conestoga pieno di doni per il futuro shogun, si celano Annie, Hickock, Toro, un guerriero africano chiamato Cetshwayo e il poeta chiamato "capitano Jack". Con la complicità del medico personale di Takeda il gruppo salva il mostro ma viene inseguito dai samurai a guardia del mostro. La capacità di fuoco del Wild West Show permette loro di scappare sul dirigibile che viene però abbattuto da aerei kamikaze, nonostante la bravura del pilota dell'aeronave, William Rickenbacher. Allo schianto in mare sopravvivono in pochi. La fortuna viene in aiuto dei naufraghi proprio mentre disperano di sopravvivere, aggrediti da famelici squali: un sottomarino emerge e a bordo vi è il capitano Bemo e un equipaggio di uomini bestia che li trae in salvo.
Il sommergibile "Naughty Lass" attracca su un'isola dove i naufraghi vengono presentati all'equivoco dottor Momo che ha condotto innaturali esperimenti sull'atollo che ha portato alla creazione di una popolazione di ibridi, tra cui la conturbante Cat e il goffo Jack. Gli uomini-bestia sono schiavi dello scienziato e gli ubbidiscono con convinzione. Toro, Buffalo Bill, Annie e Hickok sono costretti a rimanere con la forza sull'isola. Il dottor Momo promette comunque al gruppo di utilizzare le sue capacità mediche per donare un nuovo corpo a Bill. Nel frattempo sull'isola si arena il mostro di Frankenstein che viene presto recuperato da Momo che lo affida alle cure dell'uomo di latta, anch'egli abitante dell'isola e sua guardia del corpo. Tra i due nasce subito l'amore e il mostro, ribattezzatosi "Bert", convince il robot, amorosamente chiamato "Latta", a schierarsi con gli amici contro il sadico e autoritario scienziato. Nel mentre sull'isola attracca anche Dracula, reduce da un naufragio ma presto impietosamente ucciso e mangiato dagli uomini-bestia dopo aver tentato di imporre loro, con fare arrogante, la sua volontà.
Toro e Cat, nel frattempo diventati amanti, trovano il modo di fuggire con il sottomarino che però, a causa del suicidio del capitano Bemo, dovrà essere pilotato da Ned. Buffalo Bill, che ha coraggiosamente rifiutato un trapianto che lo avrebbe dotato di corpo a discapito della vita dell'amico Toro, li segue trasportato dalla foca preceduto da Annie e Hickok che si aprono la strada a colpi d'arma da fuoco. Gli animali sull'isola, decimati dai proiettili dei fuggiaschi, decidono di affrancarsi dagli esseri umani; uccidono Jack e si ribellano a Momo che fugge con un motoscafo, non prima di aver impostato l'autodistruzione dell'isola. La veloce fuga del dottore si arresta però contro il sottomarino che gravemente danneggiato, affonda rapidamente mentre l'isola esplode. Dall'urto si salvano solo Bert e Latta, teletrasportatisi in un luogo paradisiaco grazie alla magia delle scarpette d'argento appartenute a Dorothy Gale.

## Protagonisti
Alcuni dei personaggi creduti morti nel corso del romanzo si scopriranno essere invece sopravvissuti e protagonisti nel successivo libro della serie.
Buffalo BillDecapitato dalla moglie ne sopravvive solo la testa conservata in uno speciale contenitore.
Wild Bill HickokIl famoso pistolero.
Annie OakleyLa famosa pistolera, rimasta vedova, ha da tempo una relazione con Bill Hickok.
Toro SedutoIl nativo americano nel romanzo è dotato di spiccato sarcasmo e disincantata visione del mondo. Ha una passionale relazione con Cat, una donna-gatto frutto di esperimenti scientifici.
Ned BuntlineBiografo di Buffalo Bill, esperto nel raccogliere le fantasiose storie di Bill e intessere intorno ad esse trame ancora più incredibli. Muore durante l'abbattimento del dirigibile nave ammiraglia del Wild West Show.
Sokaku TakedaIl futuro shōgun del Giappone. Potentissimo, implacabile, crudele e imbattibile nelle arti marziali (il nome è ripreso da un omonimo grande maestro di tali arti).
Dottor MomoScienziato pazzo analogo al protagonista del romanzo L'isola del dottor Moreau di H. G. Wells.
Ned la FocaDotato di intelligenza e passione per la lettura di romanzi popolari, si ribella a Momo per seguire il suo idolo letterario, Buffalo Bill.
Catherine "Cat"Conturbante cameriera del dottor Momo e suo giocattolo sessuale, creata dallo scienziato a seguito di esperimenti con materiale animale e umano.
Mostro di FrankensteinRibattezzatosi come Bert, salvato da Bill e dai suoi amici dalle grinfie di Takeda che ne utilizzava parti del corpo come ingredienti afrodisiaci. Racconta di aver ucciso il suo creatore per difendersi da questi che voleva punirlo per aver avuto una relazione con la necrofila sua moglie e per averla uccisa accidentalmente durante un rapporto sadomaso.
DraculaIl noto vampiro è naufragato per caso sull'isola di Momo. Arrogantemente crede di incutere timore agli animaleschi abitanti tanto da poterli piegare al suo volere, ma viene ben presto ucciso e divorato da essi.
Uomo di lattaAnche detto "Latta", guardia del corpo del dottor Momo che lo ha asservito al suo volere con la falsa promessa di dotarlo di un cuore vero. Si ribella al suo volere per salvare il mostro di Frankenstein, alias Bert, di cui si è innamorato. Anche Latta è reduce da una triste storia e racconta di non essere riuscito a proteggere Dorothy Gale dall'essere stuprata dallo spaventapasseri e dal leone codardo che l'hanno poi uccisa.
Capitano BemoCapitano del sottomarino Naughty Lass. Salvato da Momo che ne ha ricostruito in parte il cervello danneggiato a seguito di un incidente. Stanco dei ricatti del dottore che lo ha asservito ai suoi insani scopi minacciandolo di non rinnovare le continue cure che lo mantengono in vita, si suicida.
JackLa guardia del corpo di Momo, creato dal dottore a partire da materiale animale e parti di esseri umani. Delle sue origini conserva i modi, gli atteggiamenti e la comica goffaggine.

## Richiami ad altre opere
Il racconto ha continue citazioni e richiami ad altre opere romanzesche tra cui:
- Ventimila leghe sotto i mari di Jules Verne
- L'isola del Dottor Moreau di H. G. Wells
- Frankenstein, o il Prometeo moderno di Mary Shelley
- Dracula di Bram Stoker.
- Il meraviglioso mago di Oz di L. Frank Baum

## Edizioni
- (EN) Joe R. Lansdale, Zeppelins West, 1ª ed., Subterranean Press, 2001, ISBN 978-1-931081-00-9.
- Joe R. Lansdale, Fuoco nella polvere, collana Tascabili Immaginario Extra, traduzione di Maurizio Nati, Fanucci, 2008, ISBN 978-88-347-1374-7.